# 대한약학회
사단법인 대한약학회(The Pharmaceutical Society of Korea, PSK)는 약학의 진보와 학술문화 발전에 기여함을 목적으로 1946년 4월 13일에 설립된 학술단체이다. 사무실은 서울특별시 서초구 효령로 194 대한약사회관에 있다. 연구발표회와 학술강연회를 개최하고 학술간행물 및 도서의 간행 등을 활동하고 있다.

## 연혁
- 1946년: 서울대학교 약학대학에서 ‘조선약학회’ 창립총회를 가짐(회장: 도봉섭)
- 1951년: 대한약학회로 개칭(초대 회장: 한구동)
- 1984년: 서울특별시 서초구 서초3동에 위치한 대한약사회관으로 사무실을 이전
- 2007년: 세계약학연맹 가입
- 2016년: 《대한약학회 70년사》 발간

## 주요 사업
- 연구발표회의 개최
- 학술강연회 및 강습회의 개최
- 회지, 학술간행물 및 도서의 간행
- 약학 또는 약업에 관한 연구의 장려 및 표창
- 기타 본 회의 목적달성에 필요한 사업

## 역대 회장
조선약학회
- 도봉섭 (1946~1949)

대한약학회
- 한구동 (1951.12~1966.12)
- 홍문화 (1967.1~1968.12)
- 채동규 (1969.1~1969.12)
- 채례석 (1970.1~1970.12)
- 우린근 (1971.1~1972.12)
- 백남호 (1973.1~1974.12)
- 한관섭 (1975.1~1976.12)
- 정기용 (1977.1~1978.12)
- 이왕규 (1979.1~1980.12)
- 노일협 (1981.1~1982.12)
- 이상섭 (1983.1~1984.12)
- 한덕룡 (1985.1~1986.12)
- 홍사욱 (1987.1~1988.12)
- 우원식 (1989.1~1990.12)
- 안영근 (1991.1~1992.12)
- 정원근 (1993.1~1994.12)
- 김일혁 (1995.1~1996.12)
- 문창규 (1997.1~1998.12)
- 김창종 (1999.1~2000.12)
- 박만기 (2001.1~2002.12)
- 김길수 (2003.1~2004.12)
- 김종국 (2005.1~2006.12)
- 전인구 (2007.1~2008.12)
- 김영중 (2009.1~2010.12)
- 정세영 (2011.1~2012.12)
- 서영거 (2013.1~2014.12)
- 손의동 (2015.1~2016.12)
- 문애리 (2017.1~2018.12)
- 이용복 (2019.1~2020.12)
- 홍진태 (2021.1~2022.12)
- 이미옥 (2023.1~2024.12)
- 김형식 (2025.1~)

## 임원진

### 집행부
- 회장 겸 이사장
- 부회장 겸 이사
- 이사
- 감사
- 자문단장
- 사무총장
- 총무위원장
- 학술위원장
- 재무위원장
- 교육위원장
- 정책위원장
- 국제협력위원장
- 산학협동위원장
- 홍보위원장
- 재산관리위원장
- 회원위원장
- R&D전략위원장
- 정보위원장
- 사업위원장
- 학술지발전위원장

### APR 편집위원회
- APR Editor-in-Chief
- APR Editor
- APR Associate editor

### DTT 편집위원회
- DTT Editor-in-Chief
- DTT Editor
- DTT Associate editor

### 약학회지 편집위원회
- 약학회지 편집위원장
- 약학회지 편집부위원장
- 약학회지 편집간사

## 학술지
- 《Archives of Pharmacal Research》